# Голубая лента Атлантики

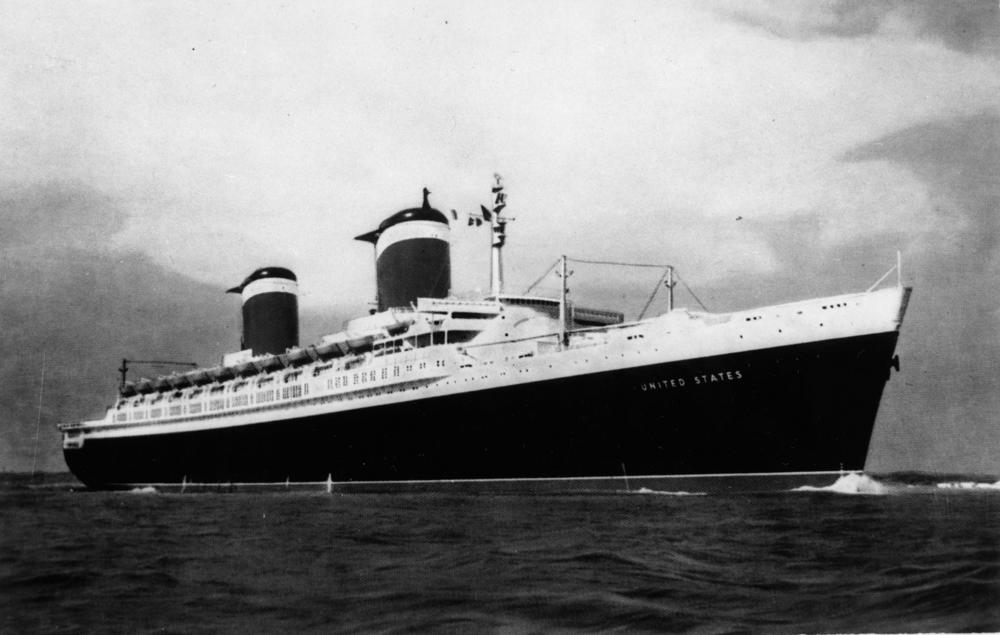
SS United States, обладатель голубой ленты Атлантики с 1952 года и до настоящего времени

Голуба́я ле́нта Атла́нтики — переходящий приз, присуждаемый океанским лайнерам за рекорд скорости при пересечении Северной Атлантики.
До 1934 года приз являлся условным и представлял собой вымпел в виде голубой ленты (откуда и пошло название), который имело право поднимать на мачте судно-рекордсмен. В 1934 году был создан международный комитет по определению условий для завоевания первого места по скорости среди конкурирующих судов на Атлантике. До этого года материального приза «Голубая лента Атлантики» не существовало. Со времён Сэмюэла Кунарда он являлся условным символом превосходства судна в скорости. В год образования международного комитета «Голубой ленты» англичанин Гарольд Хейлз заказал за свой счёт модельщику-ювелиру серебряную фигуру, которая должна была символизировать приз «Голубая лента Атлантики». Кубок был изготовлен в следующем году.
Гарольд Хейлз передал фигуру международному комитету Голубой Ленты, который, в свою очередь, вручил её тогдашнему рекордсмену Атлантики — итальянскому лайнеру «Рекс».

## Регулярное сообщение через Атлантику
4 января 1818 года из Ливерпуля вышел пакетбот «Курир» компании «Black Ball», который вёз крупную партию груза и шестерых пассажиров. Впрочем, из-за плохой погоды судно вышло с опозданием, и первым регулярным трансатлантическим рейсом считается другой рейс — «Джеймс Монро» той же компании, вышедший 5 января из Нью-Йорка. В дальнейшем четыре таких пакетбота курсировали рейсом Ливерпуль — Нью-Йорк по разу в месяц. Путешествие длилось около месяца, и судовладельцы предлагали состоятельным пассажирам высокую скорость (пакетботы тех времён обладали тремя мачтами с полным парусным вооружением), безопасность движения (корабли делали на совесть, из 6000 задокументированных рейсов неудачных было всего 22) и отличный — насколько это возможно на море — сервис. Впрочем, в 1830-е годы на кораблях появился «третий класс», количество пассажиров могло доходить до пятисот; условия были самые нечеловеческие. Примерно в то же время был побит рекорд скорости — 15 дней 18 часов. Бывали и антирекорды: одно плавание длилось 100 дней, из-за чего часть переселенцев умерла от истощения.

## Развитие паровой тяги
Моряк Мозес Роджерс купил трёхмачтовый пакетбот «Саванна» и поставил на него тогда ещё новое изобретение — паровую машину. 24 мая 1819 года гибрид снялся с якоря на рейде города Саванна и направился в Ливерпуль, и через 27,5 дней корабль достиг Старого света. Ещё двое суток потребовалось, чтобы обогнуть Британию и бросить якорь в точке назначения. Сила пара использовалась в течение всего лишь 85 часов.
По возвращении в Америку владелец «Саванны» пришёл к выводу, что ввиду очень высокой стоимости эксплуатации судно кроме убытков принести ничего не может, и продал его. Новые владельцы демонтировали котлы, машину и гребные колеса, и пароход вновь превратился в парусник. Некоторое время «Саванна» занималась перевозкой хлопка вдоль Атлантического побережья Северной Америки, а 5 ноября 1821 года погибла у острова Феир, близ южного побережья Лонг-Айленда.
Эксперименты с пароходами продолжались, и в 1838 году, используя только паровую машину, Атлантику пересекли «Сириус» и «Грейт Вестерн»; последний оказался быстрее: на рейс Бристоль — Нью-Йорк затрачивалось 15 суток при средней скорости около 8 узлов.
4 июля 1840 года заработала компания Cunard Line. Это была революция: владелец её, Сэмюэл Кунард, запретил применять телесные наказания, но держал на судах жёсткую дисциплину. Он требовал от капитанов скорости, но не в ущерб осторожности. Так что первый рейс из Ливерпуля был пройден «с запасом», за 14 дней. Обратному пути помогали и Гольфстрим, и пущенная на полную мощность машина, и достижение было улучшено сразу на 4 дня.
Между 1841 и 1843 годом Джадкинс, капитан лайнера «Колумбия», принадлежащего компании Кунарда, предложил своему боссу учредить приз, который должен был бы стимулировать капитана и команду на трудовые подвиги. Приз вручался бы лайнеру, который пересек Атлантический океан за рекордное время. Будучи бизнесменом, Кунард понял возможную выгоду от этой затеи: он надеялся, что приз будет привлекать пассажиров проехаться на самых быстрых рысаках моря, которыми на то время являлись суда исключительно его компании. Само название «голубая лента» также было взято из конских скачек. На мачте судна-рекордсмена вывешивался голубой вымпел, а команда получала денежное вознаграждение.
Приз вручался за максимальную среднюю скорость пассажирского судна (а не за время в пути — разные суда ходили разными маршрутами) идущего в западном направлении (более сложном — против Гольфстрима).

## Плавучие дворцы и плавучие гробы
Американец Коллинз, владелец нескольких парусных пакетботов, заказал четыре однотипных парохода небывалой роскоши — «Арктик», «Балтик», «Адриатик» и «Атлантик»; вскоре флотилию пополнил «Пасифик». Около 1850 года три его парохода завоевали Ленту. Впрочем, пароходы прибыли не принесли, и Коллинз добился субсидии со стороны Конгресса США. Американец выжимал из своих судов всё, что можно, в 1854 году потеряв «Арктик», а в 1856 — «Пасифик». Коллинз так и не сумел справиться с долгами и умер в нищете. Оставшиеся два парохода стояли без дела, пока в 1861 году их не мобилизовали как военный транспорт. Построенный Кунардом железный пароход «Персия» в 1856 году отвоевал трофей.
В 1858 году был спущен на воду гигантский пароход «Грейт Истерн». Громадина не оправдала себя и служила большей частью увеселительным судном. Впрочем, была одна работа, которую мог выполнить только «Грейт Истерн»: прокладка трансатлантического телеграфного кабеля.
«Сити оф Глазго», принадлежащий Уильяму Инману (1860-е), обеспечил третьему классу сносные условия плавания. Хоть он и не дотягивал по скорости до судов Кунарда, однако расходовал вчетверо меньше угля. Впрочем, следующие инмановские лайнеры-«города» уже могли соревноваться за награду, в первую очередь за счёт прогрессивного движителя — гребного винта. К тому же Инман полностью отказался от парусов, которые продолжали ставить даже на пароходах, а отношение длины к ширине достигло 10. Впрочем, рекордсмены расходовали и больше топлива, так что Инман вынужден был продать свои пароходы.
Компания White Star Line продолжила борьбу за скорость и экономичность: на пароходах была более экономичная (без ущерба скорости) компаунд-машина. Ещё со времён парусников пассажирские места располагались в корме — их переместили в середину, подальше от машины. Первенец, «Оушеник», из-за недостатков конструкции не оправдал надежд, но второй пароход — «Балтик» — отобрал Ленту у «Сити оф Пэрис» Инмана.

## Кубок Хейлза
«Голубая лента» была условной наградой, без физического приза, и в 1935 году судовладелец Гарольд Хейлз учредил его материальное воплощение — 18-килограммовый кубок высотой 1,2 м — но вручавшийся по несколько иным правилам. Во-первых, рекорд засчитывался в любом направлении. Во-вторых, пока изготовлялся кубок, «Нормандия» побила рекорд принадлежавшего Хейлзу «Рекса», потому обладателю кубка давалось три месяца на реванш, но попытка не удалась, и кубок, побыв месяц на «Рексе», перекочевал на «Нормандию».
Через год «Куин Мэри» побила и этот рекорд — впрочем, «Кунард Лайнз» отказалась от приза: «Мы не верим в гонки через Атлантику, во все эти голубые ленты и кубки».
После смерти Хейлза (1942) судьба приза оставалась туманной, и когда к первому рейсу готовился новый, скоростной лайнер «Юнайтед Стейтс», кубок нашли у того самого ювелира, которому он был заказан. 12 ноября 1952 года приз с большой помпой был передан «Юнайтед Стейтс лайнз», простояв в офисе компании 10 лет был передан на хранение в морской музей Академии торгового флота США.
Единственное, что смущало,— результаты ходовых испытаний «Юнайтед Стейтс» были засекречены аж до 1978 года. Оказалось, за несколько дней всю отделку можно снять, и получить военно-транспортное судно, способное за рекордные трое суток отправить через Атлантику 15 тысяч человек, целую пехотную дивизию!

### Описание кубка
Подставка сделана из оникса. Скульптурная композиция выполненная из серебра состоит из сидящей четы Посейдонов и пары стоящих фигур Ники, держащих земной шар, на котором установлены ещё две фигуры, символизирующие борьбу человеческого разума со стихией. Первая побеждает и в поднятой руке держит океанский лайнер. 
Земной шар окружён широким кольцом, на котором в виде картушек компаса указаны направления ветра. На кольце, между картушками, уже после изготовления кубка были нанесены изображения четырёх судов: «Грейт Уэстерна», «Мавритании», «Рекса» и «Нормандии».

## Современность
Последний обладатель «Голубой ленты» лайнер SS United States, показавший среднюю скорость около 35 узлов, был награждён призом 12 ноября 1952 года. С распространением трансатлантических авиалиний морской путь почти перестал быть интересен, и «Голубую ленту» уже никто не пытался отобрать.
Интерес к кубку Хейлза возродился в конце XX века, когда начали появляться скоростные катамараны, работающие на местных линиях, но способные на трансокеанские рейсы. Трижды за десятилетие отличилась верфь «Incat», располагающаяся в Тасмании. В 1990 году катамаран «Ховерспид Грейт Бритн» побил рекорд во время порожнего рейса через Тихий и Атлантический океаны к Ла-Маншу — на место постоянной работы. Было принято крайне спорное решение дать кубок этому кораблю, и музейная витрина оставалась пустой, пока в 1998 году компания Carnival Cruise Lines не дала музею копию приза.
В 1998 году катамаран «Каталония» побил рекорд (снова порожняком), через полтора месяца его перехватил однотипный «Cat-Link V». Обладателем традиционной «Голубой ленты» остаётся «Юнайтед стейтс».

## Рекордсмены (1838—1952 годы)
| Год  | Судно                         | Компания                                                          | Рейс                     | Время в пути             | Средняя скорость, узлы |
| ---- | ----------------------------- | ----------------------------------------------------------------- | ------------------------ | ------------------------ | ---------------------- |
| 1838 | «Грейт Вестерн»               | Great Western Steamship Co.                                       | Бристоль — Нью-Йорк      | 14 дней 12 часов         | 8,00                   |
| 1840 | «Британия»                    | Cunard Line                                                       | Ливерпуль — Бостон       | 14 дней 8 часов          | 8,19                   |
| 1840 | «Акадия»                      | Cunard Line                                                       | Ливерпуль — Галифакс     | 11 дней 4 часа           | 9,28                   |
| 1840 | «Британия»                    | Cunard Line                                                       | Галифакс — Ливерпуль     | 10 дней 4 часа           | 10,72                  |
| 1847 | «Иберия»                      | Cunard Line                                                       | Галифакс — Ливерпуль     | 9 дней 1 час 30 минут    | 11,67                  |
| 1851 | «Пасифик»                     | Collins Line                                                      | Нью-Йорк — Ливерпуль     | 9 дней 20 часов 26 минут | 13,02                  |
| 1851 | «Балтик»                      | Collins Line                                                      | Ливерпуль — Нью-Йорк     | 9 дней 13 часов          | 13,17                  |
| 1852 | «Арктик»                      | Collins Line                                                      | Нью-Йорк — Ливерпуль     | 8 дней 17 часов 15 минут | 13,21                  |
| 1856 | «Персия»                      | Cunard Line                                                       | Нью-Йорк — Куинстаун     | 8 дней 1 час 45 минут    | 12,54                  |
| 1863 | «Скотия»                      | Cunard Line                                                       | Нью-Йорк — Куинстаун     | 8 дней 3 часа            | 14,01                  |
| 1864 | «Скотия»                      | Cunard Line                                                       | Куинстаун — Нью-Йорк     | 8 дней 4 часа 34 минуты  | 14,51                  |
| 1869 | «Сити оф Брасселз»            | Inman Line                                                        | Нью-Йорк — Куинстаун     | 7 дней 22 часа 3 минуты  | 14,66                  |
| 1873 | «Балтик»                      | White Star Line                                                   | Нью-Йорк — Куинстаун     | 7 дней 20 часов 9 минут  | 15,11                  |
| 1875 | «Сити оф Берлин»              | Inman Line                                                        | Куинстаун — Нью-Йорк     | 7 дней 18 часов 2 минуты | 15,21                  |
| 1875 | «Сити оф Берлин»              | Inman Line                                                        | Нью-Йорк — Куинстаун     | 7 дней 15 часов 28 минут | 15,37                  |
| 1876 | «Германик»                    | White Star Line                                                   | Нью-Йорк — Куинстаун     | 7 дней 15 часов 17 минут | 15,7                   |
| 1885 | «Этрурия»                     | Cunard Line                                                       | Ливерпуль — Нью-Йорк     | 5 дней                   | 18,87                  |
| 1891 | «Тевтоник»                    | White Star Line                                                   | Ливерпуль — Нью-Йорк     | 5 дней                   | 19,50                  |
| 1897 | «Кайзер Вильгельм дер Гроссе» | Norddeutscher Lloyd                                               | Гамбург — Нью-Йорк       | 4 дня 16 часов 49 минут  | 22,10                  |
| 1900 | «Дойчланд»                    | Hamburg-America Line                                              | Гамбург — Нью-Йорк       | 4 дня 17 часов 50 минут  | 22,15                  |
| 1902 | «Кронпринц Вильгельм»         | Norddeutscher Lloyd                                               | Гамбург — Нью-Йорк       | 4 дня 18 часов 51 минута | 22,40                  |
| 1909 | «Лузитания»                   | Cunard Line                                                       | Куинстаун — Эмброуз-Лайт | 4 дня 16 часов 40 минут  | 25,85                  |
| 1909 | «Мавритания»                  | Cunard Line                                                       | Куинстаун — Санди-Хук    | 4 дня 10 часов 51 минута | 26,06                  |
| 1929 | «Бремен»                      | Norddeutscher Lloyd                                               | Шербур — Эмброуз-Лайт    | 4 дня 17 часов 42 минуты | 27,83                  |
| 1930 | «Европа»                      | Norddeutscher Lloyd                                               | Шербур — Эмброуз-Лайт    | 4 дня 17 часов 6 минут   | 27,91                  |
| 1933 | «Рекс»                        | Италиан Лайн                                                      | Гибралтар — Эмброуз-Лайт | 4 дня 13 часов 58 минут  | 28,92                  |
| 1935 | «Нормандия»                   | Compagnie Générale Transatlantique Компани Женераль Трансатлантик | Бишоп — Эмброуз-Лайт     | 4 дня 3 часа 14 минут    | 29,94                  |
| 1936 | «Куин Мэри»                   | Cunard Line                                                       | Бишоп — Эмброуз-Лайт     | 4 дня 0 часов 27 минут   | 30,14                  |
| 1952 | «Юнайтед Стейтс»              | United States Line                                                | Ливерпуль — Нью-Йорк     | 3 дня 12 часов           | 34,51                  |